# Oreoptygonotus chinghaiensis
Oreoptygonotus chinghaiensis är en insektsart som först beskrevs av Zheng, Z. och Hang 1974.  Oreoptygonotus chinghaiensis ingår i släktet Oreoptygonotus och familjen gräshoppor. Inga underarter finns listade i Catalogue of Life.